# Subha
Subha o Subharaja fou rei usurpador d'Anuradhapura de l'any 60 al 66, succeint al rei legítim Yassalalaka al que va fer matar.
El rei Yassalalaka era un jove jovial que mancava de la dignitat necessària per ser rei; tenia com a divertiment portar a palau a un porter de nom Subha, que se li assemblava molt i el vestia amb les seves vestidures règies, asseient al porter al tron mentre ell es posava la roba del porter i se situava a la porta del palau amb el bastó de porter a la mà; es dedicava a veure els seus ministres d'estat com s'inclinaven davant el fals rei que ocupava el tron. Finalment el fals rei, el qual tots els ministres pensaven que era el rei autèntic va dir "com es que el balatha (porter) s'atreveix a riure en la meva presència?" i va fer matar el rei usurpant el tron com a Subharaja.
Va construir dos temples cadascun amb una sèrie de bonics edificis agregats per ser usats com a pirivenes (escoles) que foren anomenades les Suba Raja pirivenes. També va construir quatre altres temples.
Existia una profecia a Ceilan que deia que una persona anomenada Vasabha esdevindria rei; el rei va ordenar a tots els governadors provincials (disawes) que tota persona amb el nom Vasabha fos executat. El nebot de pocs anys del comandant en cap de les forces militars del nord de l'illa tenia precisament aquest nom i el seu oncle, el va consultar amb la seva dona Metha i va decidir entregar el nen al rei l'endemà; durant la nit Metha va executar un pla per rescatar el nen de la seva sort imminent, va lliurar el betel que havia de utilitzar el seu marit (ministre i cap militar) durant el seu viatge a la capital al jove Vasabha que l'havia d'acompanyar, ometent deliberadament el chunam. En el camí el general es va adonar que mancava el chunam del seu betel que havia estat oblidat i va enviar al noi a buscar-lo a casa seva. Allí Metha va revelar el secret al noi a qui va donar diners i li va permetre escapar. Inicialment Vasabha es va refugiar a la Maha Vihara, on els sacerdots li van donar refugi i el van vestir de monjo per poder seguir fugint; progressivament el noi va anar creient la profecia de que un Vasabha esdevindria rei que va decidir que aquest era ell i va esdevenir un cap de bandits saquejadors i després d'haver assegurat una sèrie d'homes emprenedors que el seguien, es va dirigir a Ruhunu al sud, el focus de moltes revoltes, i allí en el termini de 10 anys va organitzar les forces i va adquirir suficient poder per marxar contra la capital, emportant-s'ho tot en el curs de la seva marxa fins que va arribar a Anuradhapura. Aquí, després d'un batalla tenaç, en el curs de la qual el seu oncle va resultar mort, el rei Subha va ser executat al seu palau, on s'havia refugiat. Per tant, per una curiosa coincidència de circumstàncies es van complir les profecia de que ascendiria al tron un Vasabha.
Vasabha era un lambakana i va iniciar una nova dinastia coneguda com a dinastia Lambakana I o primera.